# Anacron
Anacron es un programa libre que ejecuta asíncronamente tareas programadas en sistemas UNIX de manera periódica. Se lanza como daemon durante el inicio del sistema y permanece en segundo plano.

## Uso
A diferencia de cron, anacron no es un demonio, es decir, no está funcionando todo el tiempo. De hecho solo se ejecuta a través de guiones de inicio del sistema o a través de tareas programadas de cron. Con anacron no se pueden programar tareas en intervalos menores a días, mientras que con cron se pueden planificar tareas a ser ejecutadas en horas o minutos. Por otro lado, anacron no ejecuta tareas en tiempo específicos como cron hace.
Es una herramienta complementaria, no sustituye al cron.